# 주유엔 조선민주주의인민공화국 대표부
주유엔 조선민주주의인민공화국 대표부(영어: Permanent Mission of the Democratic People's Republic of Korea to the United Nations)는 미국 뉴욕에 있는 조선민주주의인민공화국의 외교 공관이다.

## 상세
1973년에 조선민주주의인민공화국이 세계보건기구의 회원국이 된 이후 UN에서 옵서버 자격을 갖게 됨으로써 상설 사절단을 설립할 수 있게 되었다. 뉴욕에 있는 상주 공관은 1973년 가을에 설립되었다. 조선민주주의인민공화국은 그동안 총회 옵저버로 활동하다가 1991년 UN의 회원국이 되었다.
주유엔 조선민주주의인민공화국 대표부에는 유엔 주재 조선민주주의인민공화국 대사가 상주한다. 현재 상임 대표는 김성 대사이다. 뉴욕 외에도 파리에 유엔 대표부를 두고 있으며, 제네바에 있는 유엔 사무소에 유엔 대표부를 설치하였다. 조선민주주의인민공화국은 미국과 수교하지 않았기에 이 대표부는 조선민주주의인민공화국에서 유일한 외교 채널이다. 2016년 미국 시민 오토 웜비어의 조선민주주의인민공화국 억류에 이어 이 대표부는 두 나라 사이의 소통의 "뉴욕 채널"을 차단하겠다고 위협했다. 이 사절단은 또한 미국의 인도주의 단체인 아메리케어스(AmeriCares)에 의한 조선민주주의인민공화국에 대한 지원을 조정한다.
공관의 외교관직은 조선민주주의인민공화국의 외교단에서 매우 수요가 많다. 조선민주주의인민공화국 외교관들은 일반적으로 최소 공관 운영 비용만 국가가 제공하며 생활비를 지불하기 위해 돈을 벌 것으로 예상된다. 유엔 공관은 이 규칙의 유일한 예외이며 생활비가 충당된다. 직원들은 월 300~600달러의 저렴한 급여를 받으며 생활비를 줄이기 위해 다양한 수단을 사용해야 한다. 외교관 직원들은 루즈벨트 섬의 공공 아파트에 살고 있다.
그들은 밴을 타고 공관으로 통근하고 함께 쇼핑을 한다. 직원들은 유엔 본부 근처의 패스트푸드 식당을 자주 방문하고 이스트 강 공원에서 낚시를 한다. 조선민주주의인민공화국에 우호적인 성향을 갖고 있는 한국계 미국인들도 이들이 사용하는 비용의 일부를 기부할 수 있다. 외교관들은 일반적으로 자녀들을 영어를 전문으로 가르치는 학교에 등록시키며, 그들도 미국에 주재하는 외교관이 될 수 있기를 희망한다. 고위 관리가 공관을 떠날 때, 환송회가 일반적으로 조직되며 그들은 조선민주주의인민공화국 지도자에게 선물을 주고 조선민주주의인민공화국으로 귀국할 것으로 예상된다.

## 역대 주유엔 조선민주주의인민공화국 대표부 대사
| 대수 | 대사   | 근무 기간     | 사무총장                  | 조선민주주의인민공화국의 지도자 |       |
| ---- | ------ | ------------- | ------------------------- | ------------------------------- | ----- |
| 1    | 박길연 | 1991년~1996년 | 하비에르 페레스 데 케야르 | 김일성                          | [ 8 ] |
| 1    | 박길연 | 1991년~1996년 | 하비에르 페레스 데 케야르 | 김정일                          |       |
| 2    | 김형우 | 1996년~1997년 | 부트로스 부트로스갈리     | [ 9 ]                           |       |
| 삼   | 리형철 | 1997년~2001년 | 코피 아난                 | [ 10 ]                          |       |
| 4    | 박길연 | 2001년~2008년 | 코피 아난                 | [ 11 ]                          |       |
| 5    | 신선호 | 2008년~2014년 | 반기문                    | [ 12 ]                          |       |
| 5    | 신선호 | 2008년~2014년 | 반기문                    | 김정은                          |       |
| 6    | 자성남 | 2014~2018     | 반기문                    | [ 13 ]                          |       |
| 7    | 김성   | 2018년~현재   | 안토니우 구테흐스         | [ 14 ]                          |       |

## 같이 보기
- 조선민주주의인민공화국의 대외 관계
- 한국과 유엔
- 조선민주주의인민공화국의 재외공관 목록